# Rano Kau
Rano Kau es un volcán ubicado en el extremo suroeste de Rapa Nui, el cual forma uno de los tres grandes conos que forman parte de la superficie de la isla. Tiene una altura de 324 m s. n. m. y de acuerdo con estimaciones geológicas, su origen se remonta a un proceso eruptivo ocurrido hace unos 2,5 millones de años.
La depresión interior de Rano Kau corresponde a una caldera volcánica de 1,5 km de diámetro y en su interior se encuentra una laguna, a unos 250 metros de profundidad, terminando una pendiente bastante pronunciada. En la laguna existen pequeñas islas de totora y una abundante vegetación y microfauna. En la parte superior del cráter, en el extremo suroeste, existe una fractura conocida como Kari-Kari. 
Cerca del borde más angosto y en el extremo oeste del volcán, está la Aldea Ceremonial de Orongo, conformada por 50 casas de piedra de forma elíptica que ofrecen una perfecta visión de los tres islotes que hay frente al Rano Kau. Esta aldea era habitada solamente en los días que precedían a la ceremonia del Hombre Pájaro o Tangata Manu que se celebró hasta finales del siglo XIX.

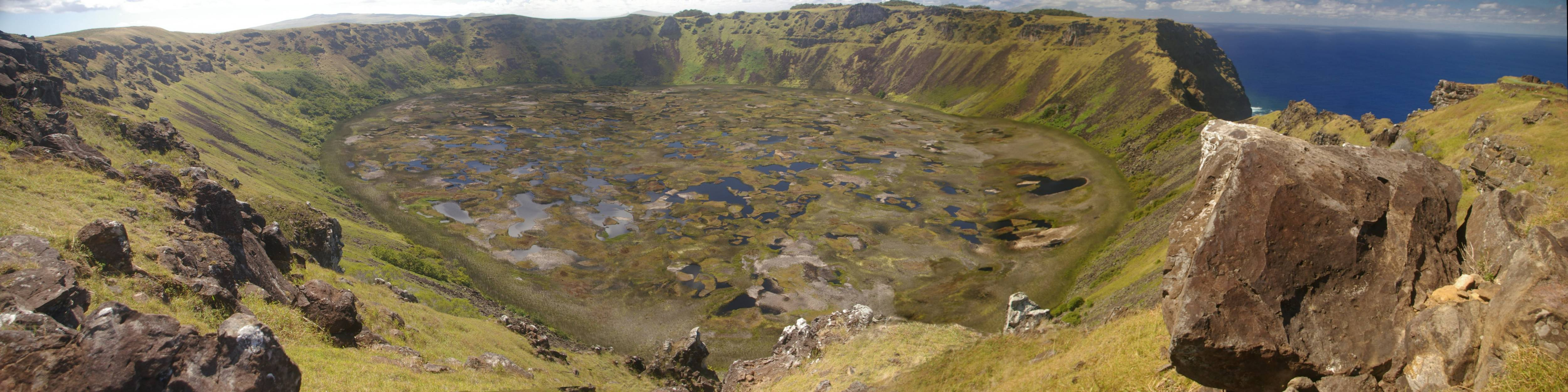
Lago del cráter de Rano Kau, con Orongo a la derecha.